# El Castillo (Río San Juan)
Pour les articles homonymes, voir El Castillo.
El Castillo est une municipalité nicaraguayenne du département du Río San Juan au Nicaragua.

## Géographie
Cette ville est jumelée avec Braunau am Inn (Autriche), lieu célèbre pour être le lieu de naissance d'Adolf Hitler.
Une station biologique se trouve sur le fleuve San Juan, à une demi-heure d'El Castillo de la Inmaculada Concepción. Au confluent des rivières Bartola et San Juan.

## Histoire
Le château Inmaculada Concepción à Río San Juan, comme on l'appelait auparavant, était un fort espagnol, les ruines peuvent être admirées et visitées aujourd'hui au bord du Rio San Juan et face au ruisseau de Santa Cruz, a été envoyé à construit par les Espagnols couronne en 1672 avec l'invasion du pirate Gallardillo dans la ville de Grenade.
La construction du château de l'Inmaculada Concepción à Río San Juan a été confiée au général d'artillerie Don Fernando Francisco de Escobedo, qui se trouvait à Guatemala City. L'ordre de construction fut fait, le 29 octobre 1671, lorsque Madrid.
La construction a commencé en 1673, ils ont choisi la position la plus privilégiée, une montée à côté des rapides les plus violents de la rivière San Juan del Norte, en face de Santa Cruz Raudal, que les Indiens appelaient le "courant du Diable". Les travaux terminés en 1675, ils baptisèrent la forteresse du nom de « Château de la Conception Pure et Propre » en l'honneur de la Vierge Marie.
Cet endroit était une place importante dans la route de transit à la jonction de l'Atlantique et du Pacifique à travers la rivière San Juan, Grand Lake, La Virgen (port intérieur de la rive du lac), San Juan del Sur et la Californie, lors de la ruée vers l'or dans le XIXe siècle .
Sur le plan militaire, la forteresse a été défendue en 1762 contre les troupes britanniques et les indigènes des Caraïbes appelés Zambos. Dans ce cas, il est important de rappeler l'action exceptionnelle et héroïque de la jeune femme de 19 ans Rafaela Herrera y Sotomayor qui est un symbole national au Nicaragua.
En 1780, une autre expédition dirigée par le capitaine Horatio Nelson de l'époque, le même qui devint plus tard célèbre lors de la bataille de Trafalgar, arriva à El Castillo. A après un combat intense il prit la place forte, mais ses hommes tombèrent de maladie et échouèrent.